# سیتارد-خلین
شهر سیتارد-خلین (به هلندی: Sittard-Geleen) در لیمبورخ در کشور هلند واقع شده‌است. جمعیت این شهر ۹۵٫۶۷۵ نفر  است.